# 磺胺吡啶
磺胺吡啶是一种磺胺类药物，其INN名称是“Sulfapyridine”。该药物可用于治疗由细菌感染的皮肤病等疾病。该药物在血液中的半衰期未知（如是），在大鼠（经口服）体内的LD50（半致死量）为15800 mg/kg。该药物已不再于临床上使用。